# 床桑
床桑（とこくわ、1977年9月21日 - ）は、大相撲の床山。本名は桑村正行。愛知県名古屋市中村区出身。現在雷部屋所属（所属部屋履歴は入間川部屋→雷部屋）。現在一等床山を務めている。

## 履歴
- 1993年11月場所 - 採用。
- 1999年以前 - 四等床山。
- 2005年1月場所 - 三等床山に昇進。
- 2014年1月場所 - 二等床山に昇進。
- 2024年1月場所 - 一等床山に昇進。